# 原村政樹
原村 政樹（はらむら まさき、1957年3月18日 - ）は、日本の映画監督である。主に農業をテーマにしたドキュメンタリー映画の制作を行う。

## 来歴
1957年3月18日
、千葉県に生まれる。上智大学を卒業したのち、フリーの助監督として、グループ現代やドキュメンタリージャパンで映像の仕事に携わる。1988年に桜映画社に入社。同年、東南アジアの熱帯雨林破壊をテーマとした短編映画『開発と環境』で監督デビュー。2004年に制作した『海女のリャンさん』は2004年度文化庁文化記録映画大賞、第78回キネマ旬報ベストテンにおいて文化映画ベスト・ワンを受賞した。

## 作品
- 『海女のリャンさん』 - 2005年5月5日公開。在日韓国人女性の半生を描いたドキュメンタリー作品[4]。2004年度文化庁文化記録映画大賞、第78回キネマ旬報ベストテンにおいて文化映画ベスト・ワンを受賞。
- 『いのち耕す人々』 - 2008年6月28日公開。有機農業に取り組む山形県高畠町の人々を描いた[4]。
- 『里山っ子たち』『Little Challengers　小さな挑戦者たち』 - いずれも2009年1月3日公開。郷山での保育を行う保育園の子どもたちの姿を追った[4]。
- 『里山の学校』 - 2011年7月30日公開。千葉県木更津市の里山で毎週土曜日に開かれる学童保育で、助け合いながら成長していく小学生たちの姿を追ったドキュメンタリー[4]。
- 『天に栄える村』 - 2013年11月16日公開。東京電力福島第一原発事故による放射性物質の拡散の被害を受けた福島県天栄村で、苦境を乗り越えようとする農民たちの姿を追ったドキュメンタリー[4]。
- 『無音の叫び声』 - 2016年4月9日公開。山形県の農民詩人木村迪夫の生き様を追った[4]。『いのち耕す人々』、『天に栄える村』に次ぐ、東北農業三部作の三作目。
- 『武蔵野』 - 2018年4月14日公開。日本農業遺産にも選定された、埼玉県の三富新田の循環型農業に取り組む農家の人々の姿を追った[5]。
- 『若者は山里をめざす』 - 2023年1月14日公開。自然を慈しみ、助け合いながら生きる、東秩父村に暮らす若者たちの３年を追ったドキュメンタリー[6]。